# Даль, Эйлерт
Эйлерт Даль (норв. Eilert Dahl; 15 сентября 1919 года, Осло — 3 ноября 2004 года, Хёнефосс) — норвежский лыжник и двоеборец, призёр чемпионата мира.  

## Карьера
На Олимпийских играх 1948 года в Санкт-Морице выступал в лыжных гонках и двоеборье. В лыжных гонках занял 27-е место в гонке на 18 км, а в двоеборье был 6-м.
На чемпионате мира 1950 в Лейк-Плэсиде так же выступал и в лыжных гонках и в двоеборье. В лыжных гонках в команде вместе с Мартином Стоккеном, Кристианом Бьёрном и Хенри Хермансеном завоевал бронзовую медаль в эстафетной гонке, а в двоеборье занял 8-е место.